# Harpactirella helenae
Harpactirella helenae är en spindelart som beskrevs av William Frederick Purcell 1903. Harpactirella helenae ingår i släktet Harpactirella och familjen fågelspindlar. Inga underarter finns listade i Catalogue of Life.